# Ignacio Zaragoza, Amozoc
Ignacio Zaragoza är en ort i Mexiko.   Den ligger i kommunen Amozoc och delstaten Puebla, i den sydöstra delen av landet, 120 km öster om huvudstaden Mexico City. Ignacio Zaragoza ligger 2 317 meter över havet och antalet invånare är 732.
Terrängen runt Ignacio Zaragoza är kuperad åt sydost, men åt nordväst är den platt. Runt Ignacio Zaragoza är det mycket tätbefolkat, med 2 614 invånare per kvadratkilometer. Närmaste större samhälle är Puebla de Zaragoza, 15,2 km väster om Ignacio Zaragoza. Trakten runt Ignacio Zaragoza består till största delen av jordbruksmark.